# Hans Jürgen Noss

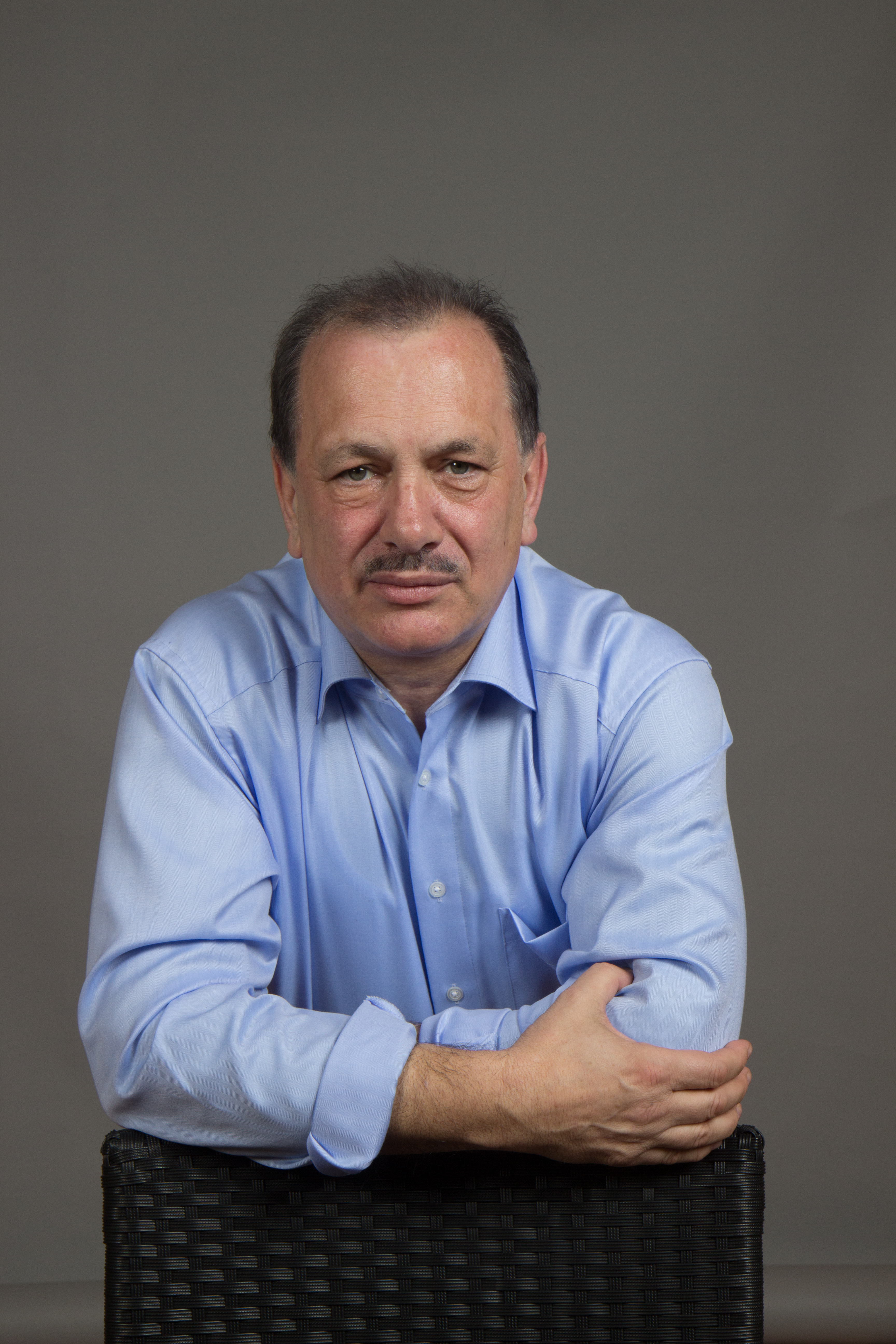
Hans Jürgen Noss, 2014

Hans Jürgen Noss (* 20. November 1952 in Saarlouis) ist ein deutscher Politiker der SPD und Mitglied des Landtages Rheinland-Pfalz.

## Ausbildung, Beruf und Familie
Noss absolvierte von 1967 bis 1970 eine Lehre als Groß- und Außenhandelskaufmann. 1972 begann er seinen Wehrdienst und verpflichtete sich bis 1983. Auf dem zweiten Bildungsweg erwarb Noss 1980 die Fachhochschulreife. Nach seinem Dienst bei der Bundeswehr arbeitete er bis 1986 bei der Kreisverwaltung Birkenfeld und studierte gleichzeitig an der Fachhochschule für öffentliche Verwaltung Rheinland-Pfalz (FHöV) in Mayen. Nach seinem Abschluss als Diplom-Verwaltungswirt (FH) wurde er bis 2003 Beamter bei der Verbandsgemeindeverwaltung Birkenfeld.
Noss ist verwitwet und hat zwei Kinder. Sein Sohn Holger ist SPD-Beigeordneter der Verbandsgemeinde Birkenfeld und schreibt sich, im Unterschied zu seinem Vater, mit ß.

## Politik
Noss ist seit 1969 SPD-Mitglied. Von 1981 bis 1994 war er Vorsitzender des SPD-Ortsvereins Birkenfeld. Ab 1986 war Noss zusätzlich Vorsitzender der SPD in der Verbandsgemeinde Birkenfeld bis 2003. Von 2003 bis 2019 war er Kreisvorsitzender der SPD. Nach seiner Wiederwahl 2017 hat Noss erklärt, 2019 nicht mehr für die Kreisvorsitz seiner Partei zu kandidieren.
Von 1979 bis 1987 war Noss Mitglied des Stadtrates von Birkenfeld. Von 1984 bis 1987 wurde er darüber hinaus in den Verbandsgemeinderat Birkenfeld gewählt. Seit 1989 ist er Mitglied des Kreistages Birkenfeld, wo er seit 1995 SPD-Fraktionsvorsitzender ist. Seit 2004 ist Noss erneut Mitglied des Verbandsgemeinderats Birkenfeld, wo er 2009/2010 den Fraktionsvorsitz innehatte.
Seit dem 20. Februar 2003 ist Noss Abgeordneter des Wahlkreises Birkenfeld (Wahlkreis 19) für den Landtag Rheinland-Pfalz. Er ist Mitglied im Ausschuss für Europafragen und Eine Welt und Ausschuss für Inneres, Sport und Landesplanung. Darüber hinaus ist Noss innenpolitischer Sprecher der SPD-Landtagsfraktion.
Noss war auch Mitglied der 14. und 16. Bundesversammlung zur Wahl des Bundespräsidenten.

## Gesellschaftliche Funktionen
- Präsident des Kreismusikverband e.V. Birkenfeld
- Vorsitzender des Kuratoriums der Stefan-Morsch-Stiftung
- Mitglied des Verwaltungsrates der Elisabeth-Stiftung